# Delphine Software International
Delphine Software — французская компания, производитель компьютерных игр, наиболее известная по играм Another World и Flashback.

## История
В 1976 году Поль де Сэнневилль (фр. Paul de Senneville) и Оливье Туссэн (Olivier Toussaint) объединили одиннадцать компаний, работающих в трёх мультимедийных индустриях — компьютерные игры, музыка и модельные агентства — в Delphine Group. Delphine Software International (DSI) была основана в 1988 году как часть Delphine Group и находилась в Париже, недалеко от Елисейских Полей. Компанию возглавили Поль де Сенневиль и вице-директор Поль Киссе (фр. Paul Cuisset).
В 1993 году была создана дочерняя компания под названием Adeline Software International, впоследствии разработавшую серию Little Big Adventure. В 1997 году была Adeline была продана компании Sega. В 2001 году Delphine Software International переехала в Сент-Уан.
Первая игра DSI о путешествии во времени — Les Voyageurs du Temps — развилась в шпионский квест Operation Stealth, а затем в детектив, главную роль в которой исполнил сыщик Рауль Дюсентье — Croisiere Pour un Cadavre. После были разработаны экшен-игры Another World (Out of this World, Heart of the Alien — расширенная версия для Sega CD), Flashback, Shaq Fu (Sega Genesis, SNES) и Fade to Black (DOS, PlayStation, AROS, MorphOS).
Было продано 10 миллионов копий игр. Flashback был тиражирован 1,25 млн копий, Moto Racer к маю 1998 года достиг тиража в 4,8 млн и получил множество призов в Европе, Америке, Японии и Австралии, в том числе  «Best Arcade Game of the year» от PC Gamer и «Best racing Game of the year» от Playstation Magazine. После этого успешно продолжился «гоночный период» Delphine, которому принадлежат также Moto Racer World Tour (2000) и Moto Racer 3 (2001).
В декабре 2002 года компания была отделена от Delphine Group. В феврале 2003 года Delphine Software была продана Doki Denki Studio. Под новым владельцем DSI должна была разрабатывать очередную гоночную игру — Moto Racer Traffic. В июле 2004 года компания была закрыта после банкротства и процедуры ликвидации.

## Игры
| Название                                                    | Год выхода  | Платформа                                                                                              |
| ----------------------------------------------------------- | ----------- | --- |
| Castle warrior                                              | 1989        | Amiga, Atari ST, DOS                                                                                   |
| Bio Challenge                                               | 1989        | Amiga, Atari ST, DOS                                                                                   |
| Future Wars                                                 | 1989        | Amiga, Atari ST, DOS                                                                                   |
| Operation Stealth (США: James Bond 007: The Stealth Affair) | 1990        | Amiga, Atari ST, DOS                                                                                   |
| Cruise for a Corpse                                         | 1991        | Amiga, Atari ST, DOS                                                                                   |
| Another World (США: «Out of this World»)                    | 1991        | Amiga, Atari ST, DOS, SNES, Mega Drive/Genesis, Mega-CD, 3DO, Mac OS                                   |
| Flashback                                                   | 1992        | Amiga, DOS, Genesis, SNES, FM Towns, PC-98, Mega-CD, 3DO Interactive Multiplayer, CD-i, Jaguar, Mac OS |
| Shaq Fu                                                     | 1994        | Genesis, SNES, Amiga, Game Boy, Game Gear                                                              |
| Fade to Black                                               | 1995        | PC и PlayStation                                                                                       |
| Moto Racer                                                  | 1997        | PC и PlayStation                                                                                       |
| Moto Racer 2                                                | 1998        | PC и PlayStation                                                                                       |
| Darkstone                                                   | 1999        | PC и PlayStation                                                                                       |
| Moto Racer World Tour                                       | 2000        | PlayStation                                                                                            |
| Moto Racer 3                                                | 2001        | PC |
| Moto Racer Advance                                          | 2002        | Game Boy Advance                                                                                       |
| Moto Racer Traffic                                          | не выпущена | PC и PlayStation 2                                                                                     |
| Flashback Legends                                           | не выпущена | Game Boy Advance                                                                                       |
| Legions of Fear                                             | не выпущена | PC и PlayStation 2                                                                                     |